# José Luis Muñoz (football)
Pour les articles homonymes, voir Muñoz et José Luis Muñoz.
Ne pas confondre avec l’écrivain José Luis Muñoz.
José Luis Muñoz, né le 24 juillet 1987 à Rancagua, est footballeur chilien qui joue pour l'Universidad Católica dans le championnat du Chili de football.
Il est souvent comparé au footballeur français Franck Ribéry.